# Frontoni del Partenone
I Frontoni del Partenone sono due complessi scultorei che decoravano il tempio di Atena Partenos nell'Acropoli di Atene. In marmo Pentelico, sono considerati i capolavori di Fidia e della scultura greca classica in generale. Le sculture frammentarie si trovano nel British Museum di Londra; una figura e le teste di alcuni cavalli si trovano ancora in loco ad Atene, sul frontone orientale, e due figure su quello occidentale.

## Storia
Dal 447 al 432 a.C. Fidia guidò un gruppo di scultori nella realizzazione della decorazione dei frontoni del Partenone, il grande tempio voluto da Pericle sull'Acropoli dedicato alla protettrice della città, Atena. L'opera venne avviata probabilmente dopo la realizzazione del simulacro crisoelefantino di Atena Parthenos e prima della realizzazione delle metope e del fregio interno.
Pausania il Periegeta, viaggiatore del II secolo, quando visitò l'Acropoli e vide il Partenone ne descrisse solo i frontoni. Tra il 1801 e il 1804 i marmi del Partenone vennero acquistati da Lord Elgin, che pagò i governanti ottomani e li trasportò in Inghilterra, dove vennero esposti a partire dal 1816 nel British Museum.

## Descrizione e stile
Le statue, giunte a noi in condizioni frammentarie, mostrano le mani di più scultori, sebbene sia evidente un progetto unitario di Fidia, che sicuramente realizzò personalmente alcuni dettagli. Le sculture erano originariamente arricchite da dettagli bronzei e dipinte. Si è ipotizzato però che la colorazione fosse più tenue di quella dei frontoni arcaici (come i frontoni di Egina), assecondando maggiormente i valori plastici delle sculture.
Entrambi i frontoni mostrano la genialità dello scultore ateniese, che si svincolò dai modelli precedenti, ad esempio evitando di utilizzare una sola figura centrale, e generando un ritmo tra le figure che si propaga anche ai rilievi laterali del tempio.
Le statue infatti non sono distaccate una dall'altra (paratassi), non hanno una storia a sé propria, ma interagiscono fra di loro, entrano in contatto concatenandosi. Ad ogni movimento concitato ne corrisponde uno rilassato, secondo le regole del canone di Policleto.

### Frontone orientale

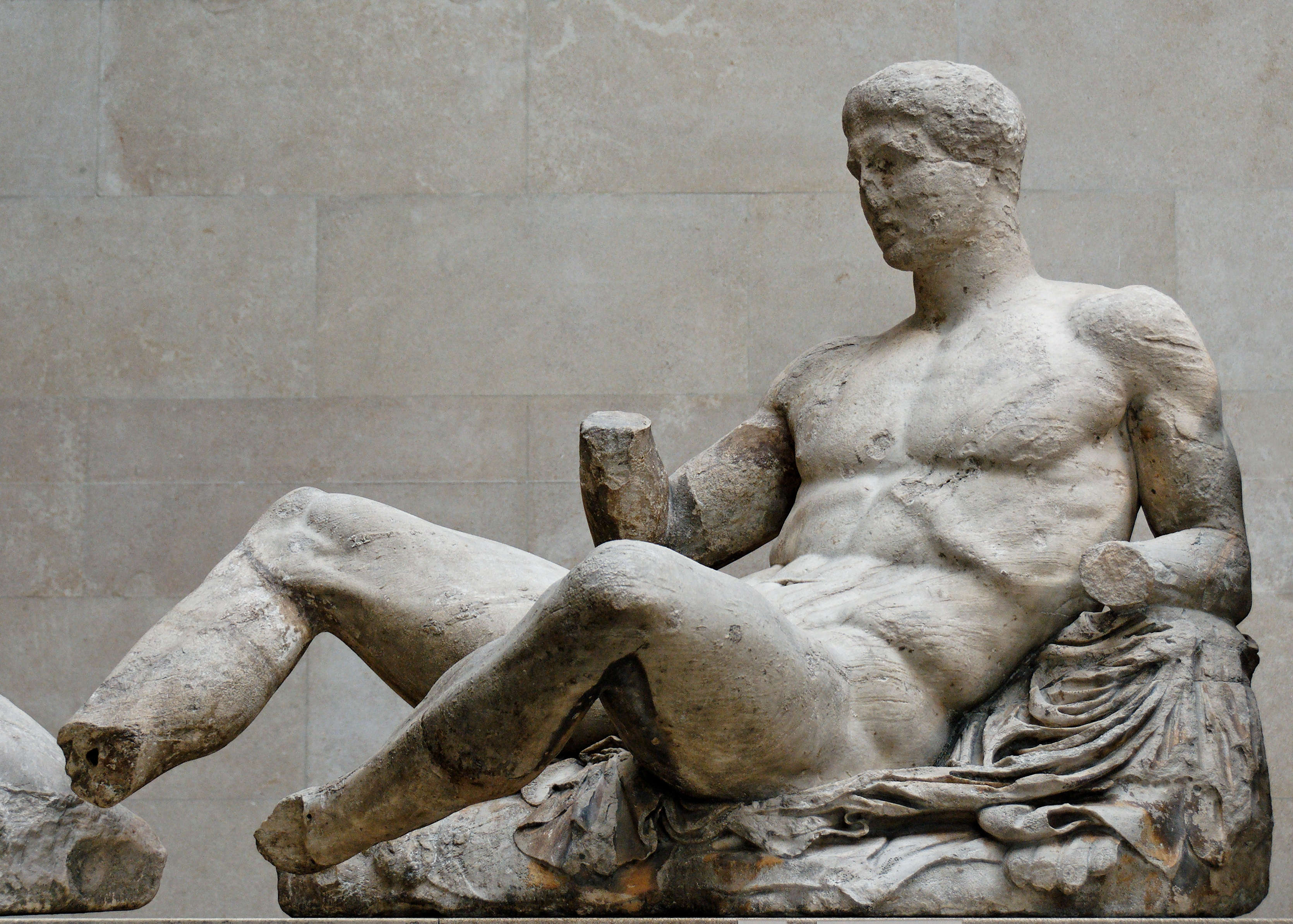
Dioniso

Il frontone orientale raffigurava la mitica nascita di Atena dal cranio di Zeus: il mito, raffigurato nella parte centrale, è oggi completamente perduto. Ai lati stavano altre divinità che assistevano all'evento, di difficile identificazione. Gli angoli erano probabilmente occupati dalle raffigurazioni del carro del Sole, guidato da Helios (a sinistra) e della Luna, condotto da Selene (a destra), che davano l'orizzonte temporale simbolico del racconto. Partendo da sinistra si incontra una statua sdraiata che guardava verso il carro del Sole, probabilmente Dioniso, seguito dal gruppo di Demetra e Persefone, alle quali accorre una donna per portare la notizia prodigiosa, forse Artemide o Iris.
Sull'altra metà, quella destra, tre figure femminili stanno sedute o semisdraiate: si tratta forse di Hestia, dea del focolare domestico, che si sta alzando facendo leva sul piede destro, Dione e Afrodite, reclinata nel grembo della madre; tuttavia alcuni ritengono che queste ultime due rappresentino il mare (Thalassa) in grembo alla terra (Gaia). Altre statue perdute completavano la scena.
La tensione psicologica attraversa le statue, anche se spesso acefale, a giudicare dai ritmi armoniosi e controllati nei movimenti. Le figure femminili sono vestite dal tipico panneggio fidiaco a effetto bagnato, con un tessuto delicatissimo animato da pieghette minute, che aderiscono al corpo rivelandone l'anatomia. Su tale effetto gioca la luce creando magistrali effetti chiaroscurali, senza precedenti nel panorama della scultura greca.
I nudi appaiono possenti e atteggiati in maniera estremamente naturale. Il Dioniso ad esempio allarga le ginocchia in obliquo, accentuando l'effetto di profondità spaziale e rompendo quel contenimento nello spazio limitato tipico della scultura frontonale anteriore.

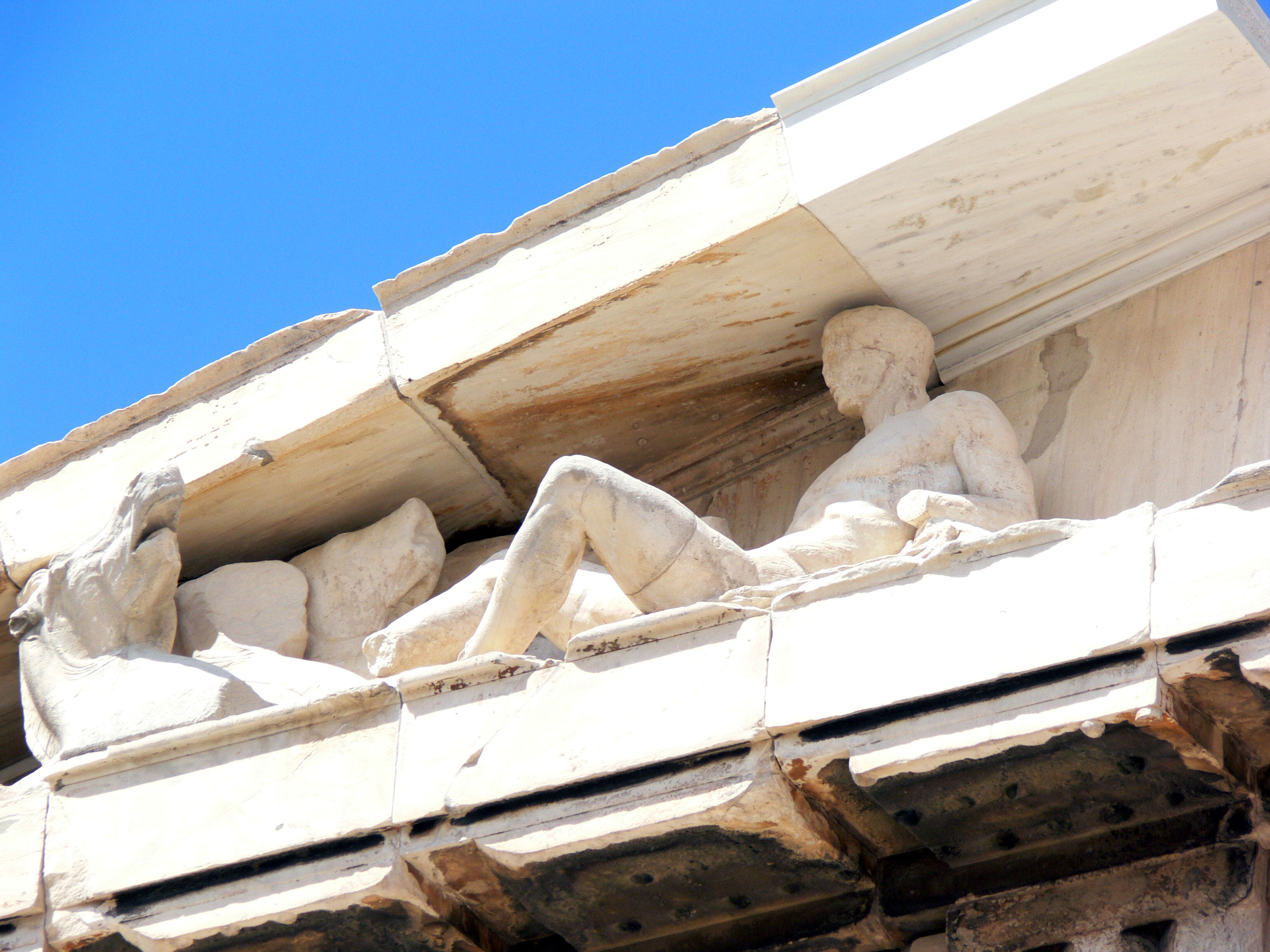
Il carro del sole, ancora in loco
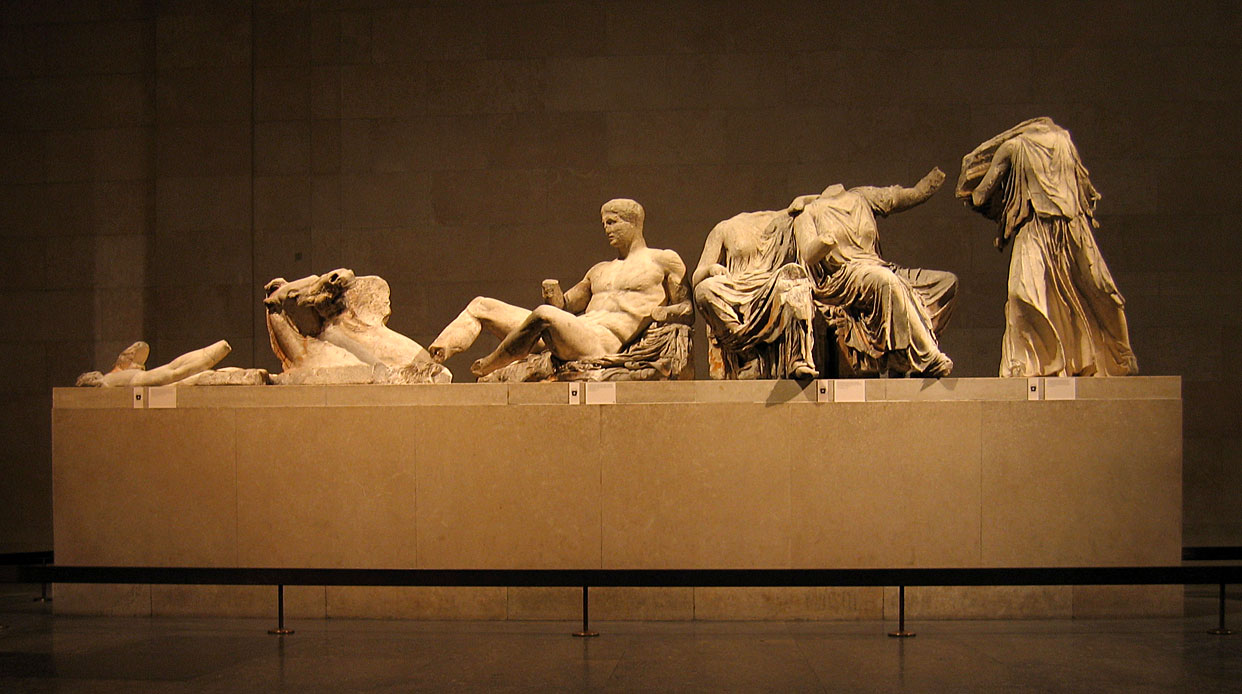
La metà sinistra del frontone est
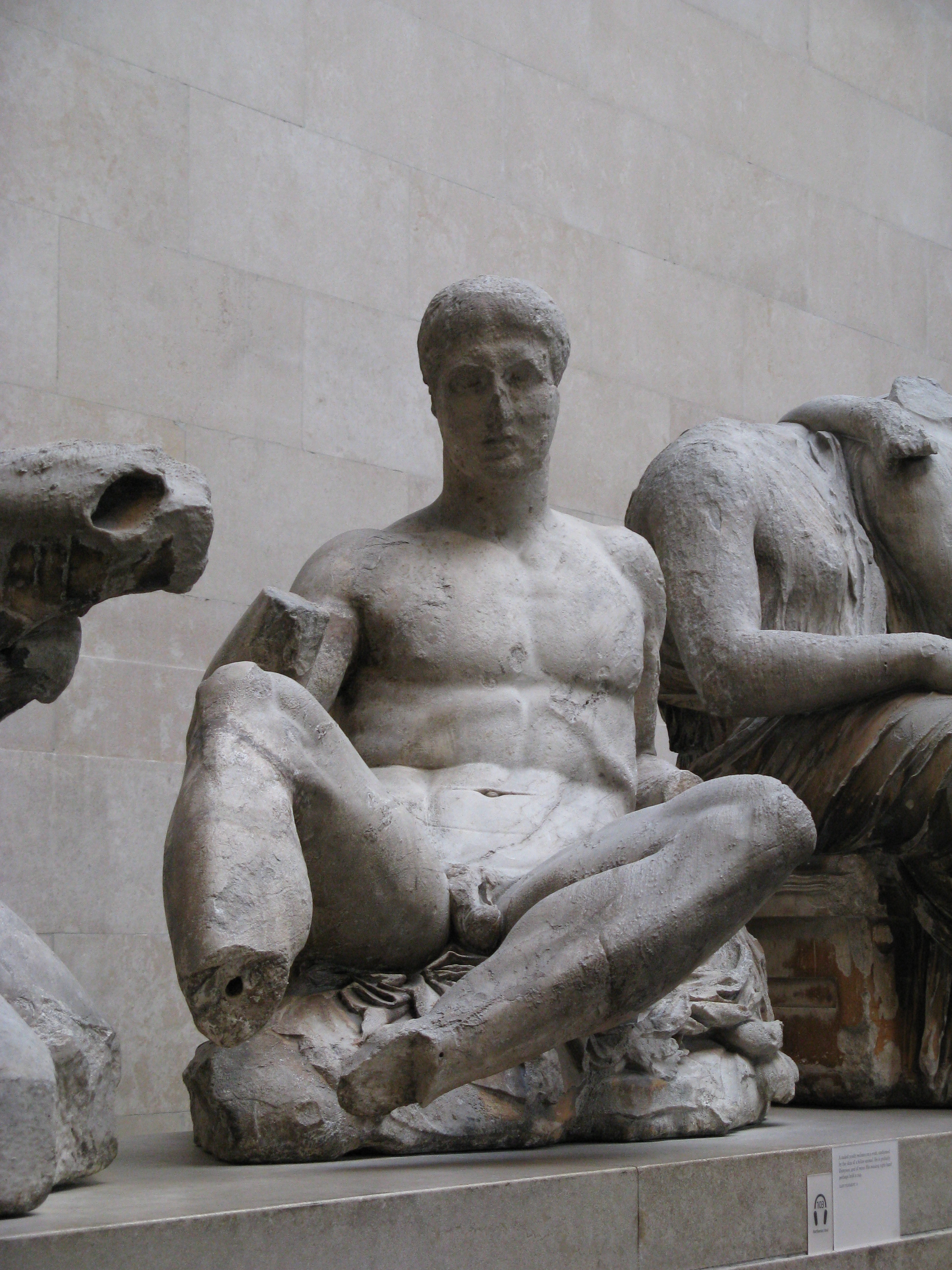
La posa libera del Dioniso
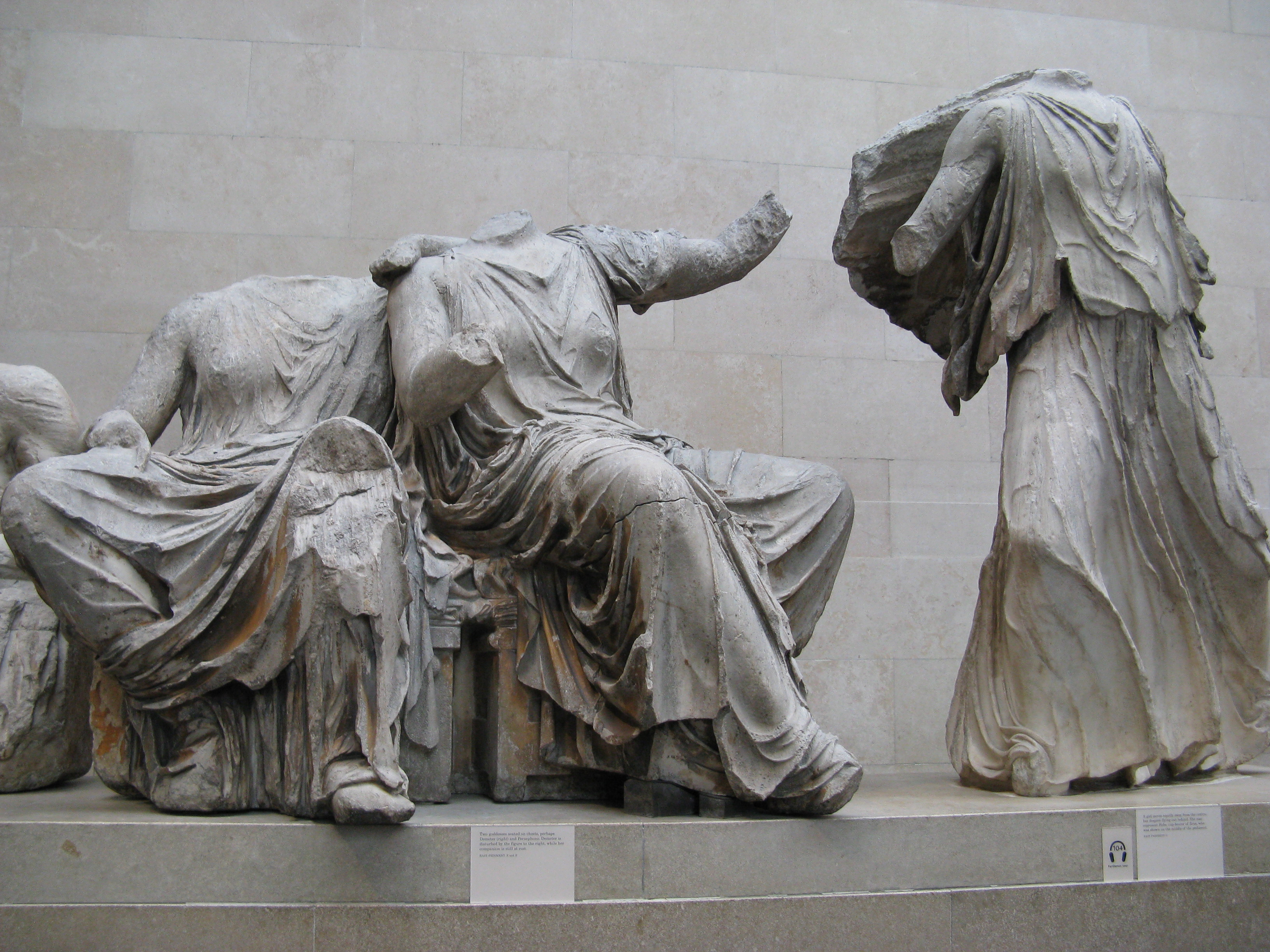
Gruppo delle dee di sinistra
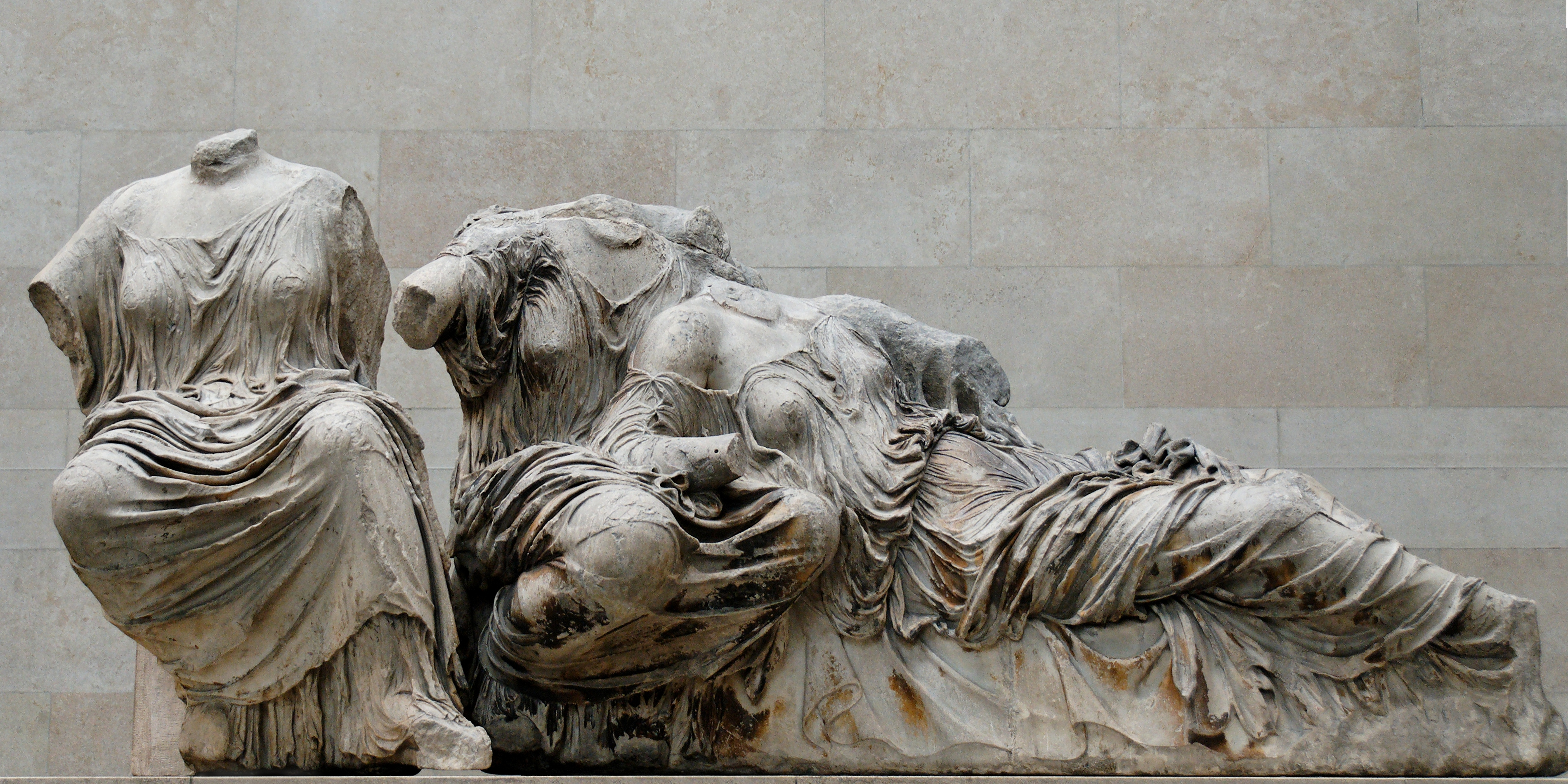
Gruppo di dee della metà destra
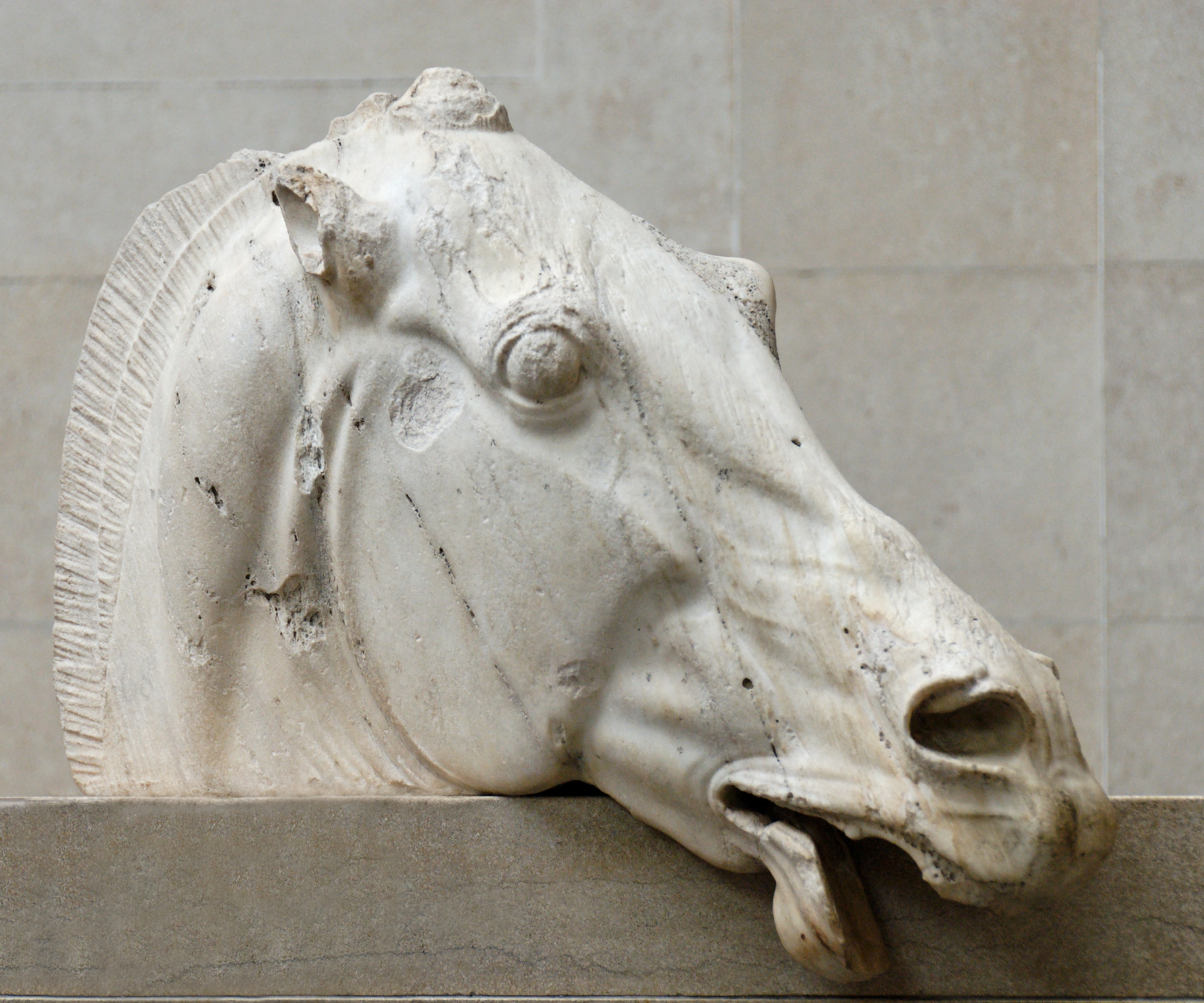
Testa di cavallo del carro della Luna

### Frontone occidentale

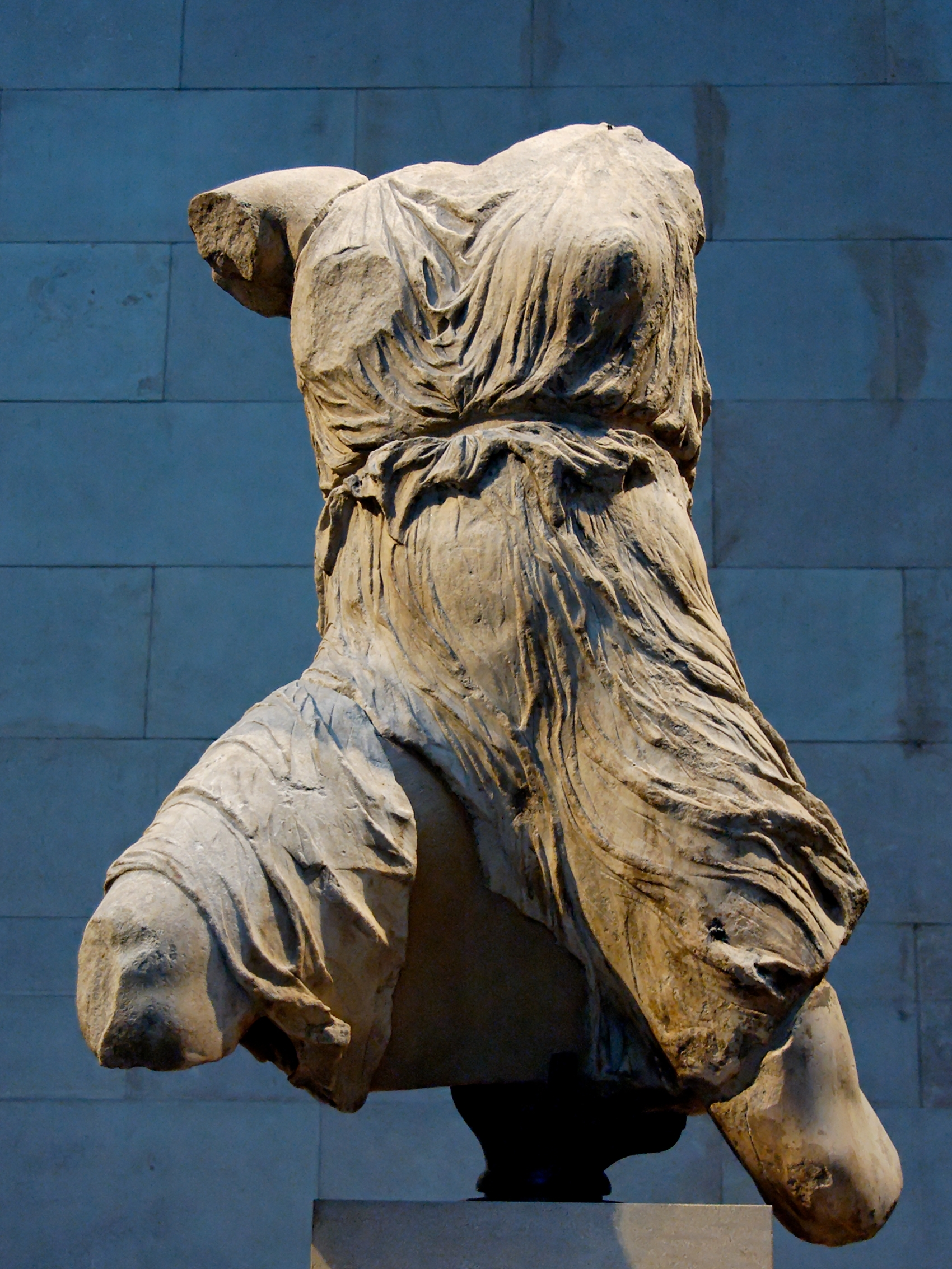
Iride

Il frontone occidentale mostra la disputa tra Atena e Poseidone per il possesso dell'Attica, vinto dalla dea col suo dono dell'olivo. La narrazione era ancora più libera e vivace di quella sul frontone orientale, come tipico anche di altri templi: dopotutto l'ingresso si situava quasi sempre ad est ed era più naturale che su tale lato l'aderenza a forme tradizionali fosse più sentita.
Al centro stavano le due figure perdute degli dei, che si distaccavano con movimenti divergenti; seguivano le due quadrighe, a sinistra con Hermes e Nike, che accompagnavano Atena, e a destra con Iris e Anfitrite, venute con Poseidone. Iris è raffigurata mentre sta salendo sull'Acropoli e la sua veste, scolpita molto realisticamente e aderente al corpo, era stretta in vita da una cintura di bronzo, oggi perduta. Negli spazi rimanenti si trovavano gli eroi attici delle famiglie di Cecrope (a sinistra) e Eretteo (a destra); le estremità mostrano figure sdraiate, di solito identificate come i fiumi personificati dell'Attica, Cefiso e Ilisso, quest'ultimo colto nell'atto di sollevarsi su una roccia.
La scena è caratterizzata da moti drammatici contrapposti generati dalle due figure divine al centro, il cui impeto viene poi trasmesso agli altri personaggi. Anche i cavalli appaiono coinvolti nell'evento.
Il panneggio anche qui è finissimo e con effetti similari a quello dell'altro frontone; i nudi sono poderosi e di levatura eroica. Tra le figure più note quella di Iride, che sconvolta dal sentimento si lancia in una concitata corsa, che riflette la tensione di tutti i personaggi.

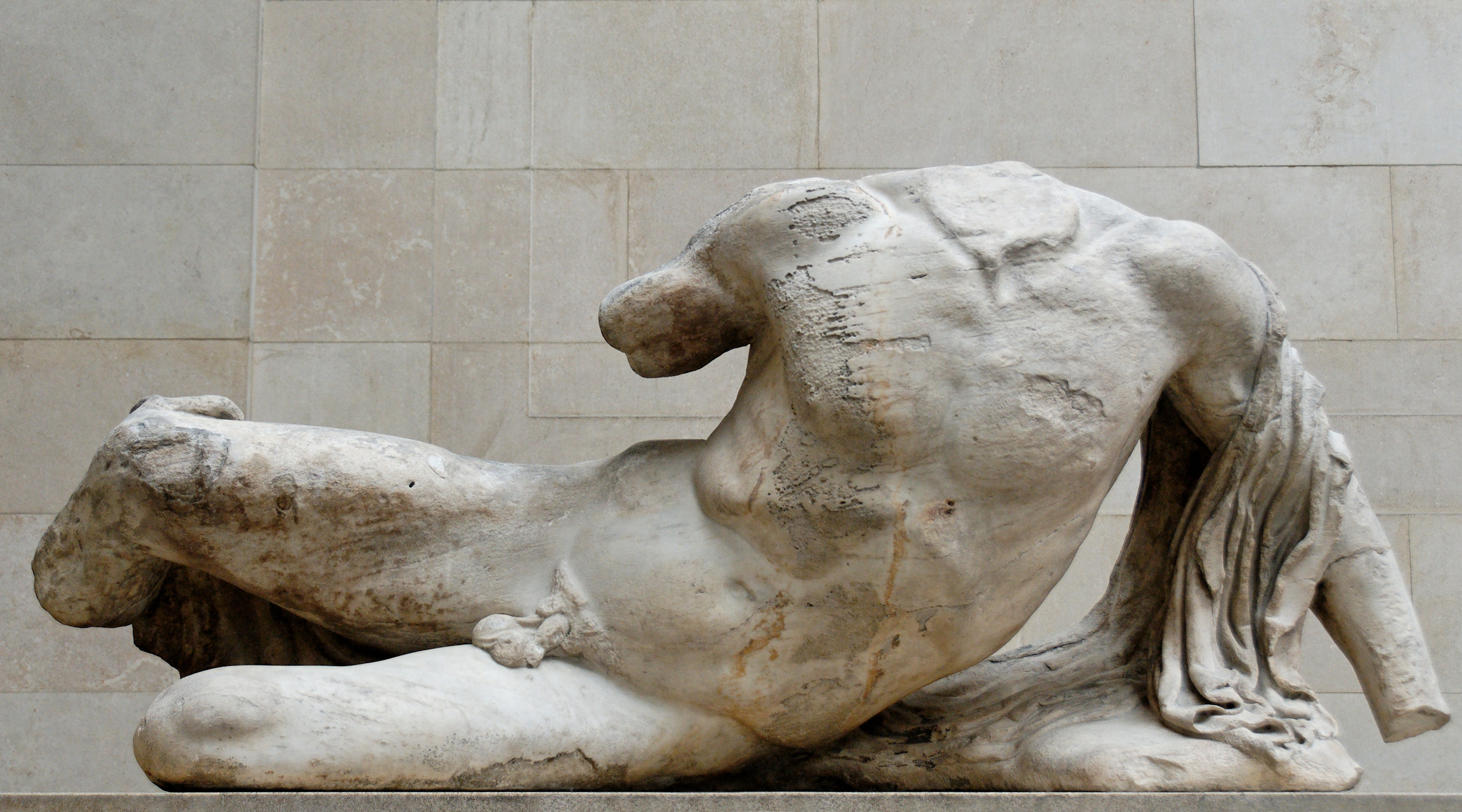
Divinità fluviale
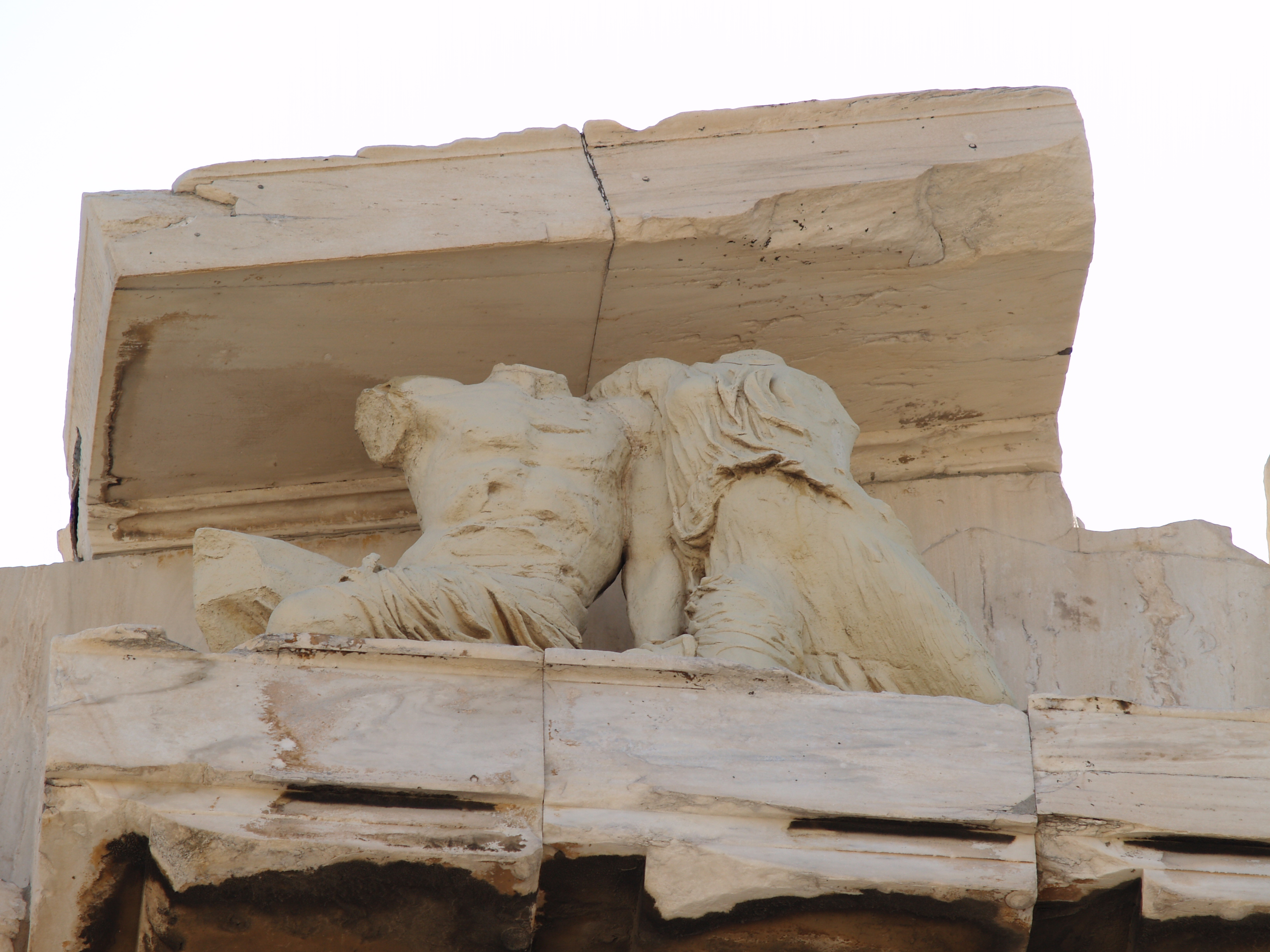
Estremità sinistra del frontone ovest, in loco
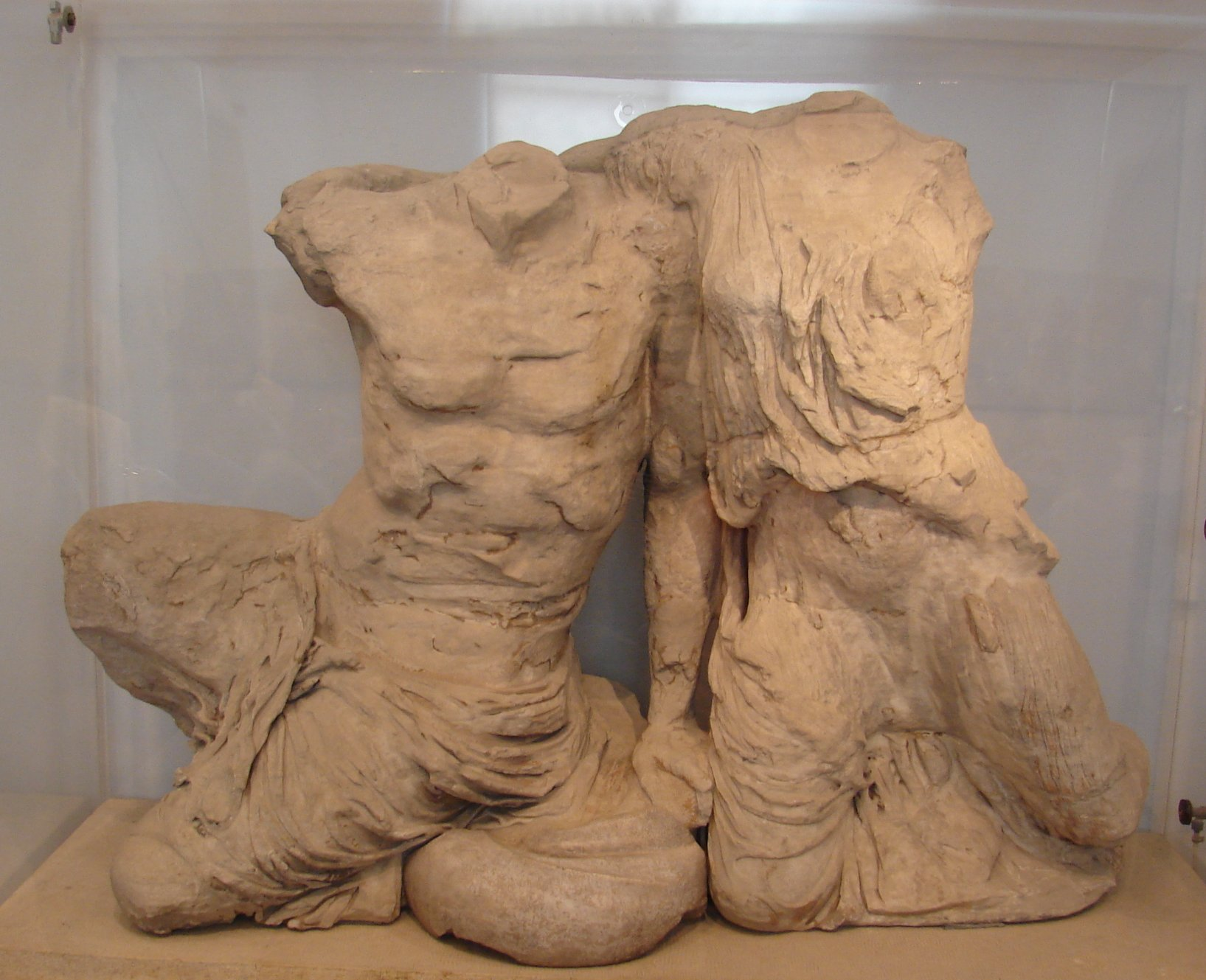
Lo stesso gruppo nel Museo dell'Acropoli